# Волнянка Кузнецова
Волнянка Кузнецова (лат. Dicallomera kusnezovi) — бабочка из семейства волнянок, известная тем, что жизненный цикл её гусеницы длится до 6 лет. Эндемик острова Врангеля.

## Описание
Длина переднего крыла самцов 17—19 мм, самок — 20—22 мм. Верхняя сторона передних крыльев серая, с размытым неясным рисунком, образованным 3 нечеткими поперечными перевязями, образованными темными и охристыми чешуйками, по краю на границе с бахромой ряд черных точек. Бахромка крыльев серого цвета с неясными тёмными клеточками. Дискальное пятно представлено в виде узкого серпа, концы которого обращены наружу. Верхняя сторона задних крыльев однотонно серая, чуть более тёмная у основания крыльев. Нижняя сторона передних крыльев серая, задних — светло-серая.
Самки отличаются от самцов тем, что их крылья окрашены более монотонно, рисунок на крыльях развит слабее, однако охристых чешуек больше.

## Ареал и местообитание
Бабочка известна только с острова Врангеля (российский остров в Северном Ледовитом океане между Восточно-Сибирским и Чукотским морями). Узкоареальный, вероятно, эндемичный вид.
На острове Врангеля данный вид встречается повсеместно за исключением наиболее суровой северо-восточной части острова. Во всех районах острова волнянка Кузнецова населяет широкий спектр умеренно увлажненных и сухих биотопов. Наиболее высокая численность наблюдается на карбонатных щебнистых склонах с разреженным разнотравно-лишайниковым и пятнистым травяно-дриадовым покровом, а также по долинам рек.
Включена в Красную книгу Чукотского автономного округа (2008).

## Биология
Время лёта бабочек наблюдается с середины июня до середины июля, в средние по погодным условиям годы пик их численности приходится на конец июня — начало июля. Летают только самцы. Самки не летают. Спаривание и откладывание яиц происходят прямо на коконе, из которого вышла самка. После спаривания самки откладывают яйца, из которых через 2—3 недели выходят гусеницы младшего возраста, которые непродолжительное время питаются. Гусеницы являются многоядными, питаются на растениях из семейств Salicaceae (ива — Salix), Гречишные (Кисличник — Oxyria), Камнеломковые (Камнеломка — Saxifraga), Розовые (Лапчатка — Potentilla, Dryas), Бобовые (Остролодочник — Oxytropis, Астрагал — Astragalus). Питающиеся гусеницы наиболее часто встречаются на остролодочниках, особенно — на обычном для острова Oxytropis wrangelii, а также на простратных формах ив — Ива сизая (Salix glauca callicarpae), Ива ползучая (Salix reptans). Во время массового цветения кормовых растений гусеницы активно питаются их генеративными частями.
Первая зимовка гусениц проходит на стадии I—II возраста. В последующие летние сезоны гусеницы младших возрастов обычно появляются на поверхности почвы во время периода схода снежного покрова (обычно в начале июля). Питание и дальнейший рост гусениц занимает около месяца. За это короткое время большая часть гусениц линяет только единожды, а некоторые — дважды. Задолго до наступления холодных погодных условий (обычно в середины июля) гусеницы уходят с поверхности почвы и сооружают под кормовыми растениями зимовочные колыбельки, имеющие вид полупрозрачных коконов. В зависимости от погодных условий лета массовый уход гусениц на зимовку может происходить с конца июня по конец июля. Зимуют гусеницы всех возрастов. Весной, первыми на проталинах посреди снежного покрова появляются гусеницы седьмого возраста и сразу приступают к плетению коконов. Окукливание гусениц на поверхности почвы. Сформированные коконы встречаются с конца мая — начала июня. В года с ранним летом известны случаи плетения коконов и окукливания гусениц уже в конце июня.
Общая продолжительность жизненного цикла составляет, по-видимому, около 6 лет. Отдельные особи, вероятно, могут развивать быстрее. В целом, особенности жизненного цикла вида сходны с теми, которые известны для североамериканско-гренландского вида волнянки Gynaephora groenlandica.